# جاكي غوتيريز
جاكي غوتيريز (بالإسبانية: Jackie Gutiérrez) هو لاعب كرة قاعدة كولومبي، ولد في 27 يونيو 1960 في كارتاهينا في كولومبيا.

## وصلات خارجية
- جاكي غوتيريز على موقع دوري كرة القاعدة الرئيسي (الإنجليزية)
- جاكي غوتيريز على موقعبيزبول رفرنس.كوم (الدوري الرئيسي) (الإنجليزية)
- جاكي غوتيريز على موقعبيزبول رفرنس.كوم (الدوري الثانوي) (الإنجليزية)